# 벽소로
벽소로(Byeokso-ro)는 경상북도 성주군 벽진면에서 김천시 농소면 입석교차로 을 잇는 도로이다.

## 주요 경유지
경상남도
- 성주군 (벽진면 - 초전면) - 김천시 (농소면)

## 노선
전 구간 지방도 제913호선에 속하므로 이에 대한 별도 표기는 생략한다.
| 이름          | 접속 노선 | 소재지 | 소재지                  | 비고 |
| ------------- | --------- | ------ | ----------------------- | ---- |
| (이름없음)    | 벽봉로    | 성주군 | 벽진면                  |      |
| (이름없음)    | 동포로    | 성주군 | 초전면                  |      |
| 오리고개      |           | 성주군 | 초전면                  |      |
| 활기재고개    |           | 성주군 | 초전면                  |      |
|               | 김천시    | 농소면 |                         |      |
| 입석 교차로   | 김천시    | 농소면 | 국도 제4호선 (영남대로) |      |
| 혁신로와 직결 |           |        |                         |      |